# Kostel svatého Jana Křtitele (Pravonín)
Kostel svatého Jana Křtitele v Pravoníně je původně románská rotunda s věží z počátku 13. století, která byla přestavěna v baroku a 19. století. Kostel je kulturní památkou.

## Historie
První písemná zmínka o kostele pochází z roku 1350. Rozbor zdiva ale naznačuje až o dvě stě let větší stáří, přičemž nejpozdější doba výstavby rotundy byla první třetina 13. století. Podle archeologického výzkumu lze výstavbu rotundy datovat na přelom 12. a 13. století, pravděpodobněji na začátek 13. století.

## Stavební podoba
Základem kostela je kruhová loď rotundy, na východě je apsida, na západě hranolová věž s dřevěnou horní částí, na severu je sakristie přistavená v 17. století, v patře nad sakristií je oratoř krytá mansardovou střechou. Pozůstatek původního vstupního portálu rotundy je zachován u vchodu do sakristie. Interiér má plochý strop, jen u barokního přístavku jsou lunetové valené klenby. Vnitřní zařízení je z první poloviny 18. století (kazatelna) nebo novější.
Původní kostel tvořila rotunda s nižší apsidou postavená z malých, pravidelně řádkovaných kamenů. Věž je románského původu, ale byla postavena později. Kameny v jejím zdivu jsou větší, jednotlivé zdi byly stavěny samostatně a provázány jen ve vnějších nárožích. Při barokních úpravách byla apsida zvýšena na úroveň lodi a zároveň byl zbořen vítězný oblouk. Stabilitu zdí založených původně 45 centimetrů pod povrchem zajišťovala tloušťka zdí, která byla u lodi 1–1,2 metru a u věže činila 1,4 metru.